# Saint-Gonlay
Saint-Gonlay (en bretó Sant-Gonlei, en gal·ló Saent-Gólei) és un municipi francès, situat a la regió de Bretanya, al departament d'Ille i Vilaine. L'any 2006 tenia 325 habitants.

## Demografia
| 1962                                       | 1968 | 1975 | 1982 | 1990 | 1999 |
| ------------------------------------------ | ---- | ---- | ---- | ---- | ---- |
| 282                                        | 329  | 304  | 296  | 280  | 274  |
| Des de 1962: població sense dobles comptes |      |      |      |      |      |

## Administració
| Període   | Identitat      | Partit |
| --------- | -------------- | ------ |
| 1939-1983 | Louis Fortin   |        |
| 1983-     | Bernard Collet |        |